# Mohammed Naji al-Otari
Mohammed Naji al-Otari  (en arabe : محمد ناجي العطري Muḥammad Nādjī al-ʿUtrī) est un homme politique syrien né le 1er janvier 1944  à Alep. Il fut le Premier ministre de 2003 à 2011.

## Biographie
Il était président du conseil municipal d'Alep de 1983 à 1987, président de l'association des ingénieurs d'Alep de 1989 à 1993 et gouverneur de Homs de 1993 à 2000.
En mars 2000, il devient membre du comité central du parti Baas ; la même année, il devient membre du commandement régional du Baas.
Il devient, en mars 2003, le président du Parlement syrien.
Il accède au poste de Premier ministre le 10 septembre 2003, à la suite de la démission de Mohamed Moustapha Mero.
Membre du parti Baas de longue date, il parle couramment le français et l'anglais, est marié et a quatre enfants.
Le 29 mars 2011, il présente sa démission au président Bachar el-Assad, à la suite du mouvement de protestation qui touche la Syrie.